# 8 luglio
L'8 luglio è il 189º giorno del calendario gregoriano (il 190º negli anni bisestili). Mancano 176 giorni alla fine dell'anno.

## Eventi
- 390 a.C. – Viene combattuta la Battaglia del fiume Allia, netta sconfitta delle truppe romane contro i Galli Senoni capitanati da Brenno ;
- 1138 – Papa Innocenzo II scomunica Ruggero II schieratosi con l'Antipapa Anacleto II;
- 1167 – Viene combattuta la battaglia di Sirmio fra gli eserciti dell'Impero bizantino e del Regno di Ungheria;
- 1497 – Vasco da Gama salpa da Lisbona iniziando il suo viaggio verso l'India;
- 1579 – Viene ritrovata miracolosamente l'icona della Madonna di Kazan' da una bambina che aveva ricevuto in sogno istruzioni dalla Madonna stessa;
- 1630 – La Colonia della Baia del Massachusetts celebra il suo primo Giorno del ringraziamento;
- 1663 – Carlo II d'Inghilterra garantisce a John Clarke uno statuto reale per il Rhode Island;
- 1672 – Guglielmo III d'Orange viene nominato Statolder d'Olanda;
- 1709 – Battaglia di Poltava: in Ucraina, Pietro I di Russia sconfigge Carlo XII di Svezia a Poltava ponendo fine al ruolo della Svezia come grande potenza in Europa;
- 1758 – Le forze francesi tengono Fort Carillon contro i britannici a Ticonderoga (New York);
- 1760 – Battaglia della Ristigouche: i britannici sconfiggono i francesi nell'ultima battaglia navale in Nuova Francia;
- 1776 – Viene mostrata per la prima volta al pubblico a Filadelfia la Dichiarazione d'indipendenza degli Stati Uniti, firmata il precedente 4 luglio;
- 1797 – Viene emanata la costituzione della Repubblica Cisalpina;
- 1822 – I Chippewa cedono grandi estensioni di territorio in Ontario al Regno Unito;
- 1853 – Il commodoro statunitense Matthew Perry sbarca in Giappone al porto di Uraga (Kanagawa) con quattro "navi nere" obbligando i locali ad accettare una lettera dal governo degli USA in cui si chiedeva allo shōgun di interrompere il sakoku (autarchia assoluta) e iniziare i rapporti amministrativi e commerciali con l'Occidente;
- 1859 – Re Carlo XV/Carlo IV accede al trono di Svezia-Norvegia;
- 1889
  - Durante l'ultimo incontro di campionato di pugilato a mani nude, John L. Sullivan batte Jake Kilrain dopo 75 round;
  - Viene fondato ed esce il primo numero del Wall Street Journal;
- 1904 – Italia: la legge Orlando estende l'obbligo scolastico da 9 a 12 anni, ma avrà difficoltà di applicazione pratica a causa delle poche scuole presenti nei comuni d'Italia;
- 1907 – A Pisogne, la Società Nazionale Ferrovie e Tramvie fa entrare in esercizio la linea ferroviaria per Iseo, secondo tratto della Ferrovia Brescia-Iseo-Edolo;
- 1912 – Guerra italo-turca: dopo quasi un mese di operazioni, le truppe italiane attaccano e occupano Misurata;
- 1919 – In Italia nasce l'Associazione Nazionale Alpini (ANA): un gruppo di reduci della Grande Guerra ne approva lo statuto sociale decretandone ufficialmente la costituzione;
- 1956 – Viene scalato per la prima volta il Gasherbrum II, la tredicesima montagna più alta della Terra;
- 1960: La rivolta di Palermo [1][2]
- 1972 – In un attentato a Beirut perde la vita lo scrittore Ghassan Kanafani, portavoce del Fronte Popolare di Liberazione della Palestina;
- 1978 – Sandro Pertini è eletto settimo presidente della Repubblica Italiana al sedicesimo scrutinio con 832 voti su 995;
- 1988 – Italia: si conclude la prima fase del processo per la Strage di Stava del 19 luglio 1985, la seconda per numero di morti dopo il Vajont;
- 1996 – Il girl group britannico Spice Girls pubblica il proprio singolo di debutto Wannabe;
- 1997
  - I ricercatori della Mayo Clinic avvisano che il farmaco dietetico fen-phen può causare danni a cuore e polmoni;
  - La NATO invita Repubblica Ceca, Ungheria, e Polonia a entrare nell'alleanza a partire dal 1999;
- 2009 – Ha inizio il 35º vertice del G8 presso la città dell'Aquila tre mesi dopo il terremoto che l'aveva colpita.

## Nati
Ci sono circa 1 090 voci su persone nate l'8 luglio; vedi la pagina Nati l'8 luglio per un elenco descrittivo o la categoria Nati l'8 luglio per un indice alfabetico.

## Morti
Ci sono circa 440 voci su persone morte l'8 luglio; vedi la pagina Morti l'8 luglio per un elenco descrittivo o la categoria Morti l'8 luglio per un indice alfabetico.

## Feste e ricorrenze

### Religiose
Cristianesimo:
- Sant'Alberto da Genova, monaco eremita
- Sant'Ampelio di Milano, vescovo
- Santi Aquila e Priscilla, sposi e martiri, discepoli di san Paolo
- Sant'Auspicio di Toul, vescovo
- San Chiliano (Kilian), vescovo e martire
- San Colomano di Würzburg, presbitero e martire
- San Disibodo d'Irlanda, eremita
- Sant'Edgardo d'Inghilterra, re
- San Giovanni Wu Wenyin, martire
- Santa Gliceria di Eraclea, martire
- Sant'Illuminato da Rieti, eremita
- Santa Landrada, badessa di Bilsen
- San Lorenzo Illuminatore, abate di Farfa
- Santi Monaci Abramiti, martiri
- San Palmerio, martire
- San Pancrazio di Taormina, vescovo e martire
- San Procopio di Cesarea di Palestina, martire
- San Totnano di Würzburg, diacono e martire
- Santa Vitburga di Dereham, badessa
- Beato Eugenio III, papa
- Beato Giulio, monaco di Montevergine
- Beato Mancio Araki, martire
- Beato Pietro l'eremita, benedettino
- Beato Pietro Vigne, sacerdote, fondatore delle Religiose del Santissimo Sacramento
- Sant'Adriano III, papa

Religione romana antica e moderna:
- Dies religiosus[3]
- Vitula
- Ludi Apollinari, quarto giorno